# Barbara Praetorius

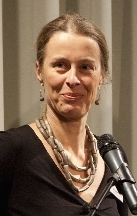
Barbara Praetorius, 2011

Barbara Praetorius (* 1964 in Berlin) ist eine deutsche Volkswirtin und Politikwissenschaftlerin mit einem Schwerpunkt in den Bereichen Nachhaltigkeit und Klimaschutz. Sie ist Professorin für Nachhaltigkeit, Umwelt- und Energieökonomie und -politik an der Hochschule für Technik und Wirtschaft Berlin (HTW Berlin).

## Leben
Praetorius promovierte im Jahr 2000 an der Freien Universität Berlin zur Reform der Elektrizitätswirtschaft in Südafrika. Sie arbeitete von 1992 bis 2008 am DIW Berlin und von 2008 bis 2014 beim Verband kommunaler Unternehmen. In den Jahren 2014 bis 2017 arbeitete Praetorius als stellvertretende Leiterin bei Agora Energiewende, einer Denkfabrik, die sich für einen konsequenten Klimaschutz und einen baldigen Kohleausstieg einsetzt. Im April 2017 wurde sie als Professorin an die HTW Berlin berufen.

## Wirken
Praetorius ist eine der vier Vorsitzenden der Kommission für Wachstum, Strukturwandel und Beschäftigung („Kohlekommission“) der deutschen Bundesregierung. Die übrigen drei Vorsitzenden gelten als  Befürworter eines späten Kohleausstiegs. Ende Januar 2019 fand die Kommission eine Einigung, deren unvollständige Umsetzung durch die Bund-Länder-Einigung vom 15. Januar 2020 sie gemeinsam mit anderen ehemaligen Mitgliedern der Kommission kritisierte.
Sie war im Mai 2024 Erstunterzeichnerin der Berlin Summit Declaration.

## Veröffentlichungen (Auswahl)
- Stefan Bach, Michael Kohlhaas, Bernd Meyer, Barbara Praetorius und Heinz Welsch (2002). The effects of environmental fiscal reform in Germany: a simulation study. Energy Policy, 30(9), 803–811, doi:10.1016/S0301-4215(02)00005-8.
- Ole Langniss und Barbara Praetorius (2006). How much market do market-based instruments create? An analysis for the case of “white” certificates. Energy Policy, 34(2), 200–211. doi:10.1016/j.enpol.2004.08.025.
- Barbara Praetorius und Katja Schumacher (2009). Greenhouse gas mitigation in a carbon constrained world: The role of carbon capture and storage. Energy Policy, 37(12), 5081–5093. doi:10.1016/j.enpol.2009.07.018.